# (15651) Tlepolemos
(15651) Tlepolemos ist ein Asteroid aus der Gruppe der Jupiter-Trojaner. Damit werden Asteroiden bezeichnet, die auf den Lagrange-Punkten auf der Bahn des Jupiter um die Sonne laufen.
(15651) Tlepolemos wurde am 22. Oktober 1960 von den niederländischen Astronomen Cornelis Johannes van Houten, Ingrid van Houten-Groeneveld und Tom Gehrels am Palomar-Observatorium entdeckt. Er ist dem Lagrangepunkt L4 zugeordnet.
Der Asteroid ist nach Tlepolemos benannt, dem Sohn des Herakles und König von Rhodos.